# Ciotcza (rejon uszacki)
Ciotcza (biał. Цётча) – wieś w rejonie uszackim. Dawniej w powiecie lepelskim. Leży nad jeziorem Pawulskim (Ciotcza).